# رابرت لافلین
رابرت بتز لافلین (به انگلیسی: Robert Betts Laughlin) (زاده ۱ نوامبر ۱۹۵۰) استاد فیزیک و فیزیک کاربردی در دانشگاه استنفورد است. او به همراه هورست لودویگ اشتورمر از دانشگاه کلمبیا و دانیل چی تسوئی از دانشگاه پرینستون در سال ۱۹۹۸ برای کشف جدید از یک فرم مایع کوانتومی موفق به دریافت جایزه نوبل فیزیک شدند.

## زندگی
لافلین در ویسالیا، کالیفرنیا زاده شد. او در سال ۱۹۷۲ ازدانشگاه برکلی مدرک کارشناسی در ریاضیات را دریافت کرد؛ و دکترای خود در فیزیک را در سال ۱۹۷۹ از مؤسسه فناوری ماساچوست گرفت.